# KHL Junior Draft
The KHL Junior Draft (in russo: Драфт юниоров КХЛ, Draft junorov KHL) è un evento a cadenza annuale durante il quale ciascuna franchigia della Kontinental Hockey League (KHL) ha il diritto di selezionare hockeisti su ghiaccio rientranti nei criteri di eleggibilità (età compresa fra i 17–21 anni, nessun contratto attivo con squadre KHL, VHL e MHL). Il KHL Junior Draft si tiene ogni anno fra la fine di maggio e l'inizio del mese di giugno. Nel corso del draft le squadre selezionano giocatori provenienti dalle leghe giovanili, dai campionati universitari e dai campionati europei.
Il primo Draft della KHL si svolse il 1º giugno 2009, alla conclusione della stagione inaugurale; la prima scelta assoluta in quell'occasione fu il russo Michail Pašnin, indicato dal CSKA Mosca.

## Giocatori eleggibili
Tutti i giocatori di hockey su ghiaccio provenienti dall'Europa o dal Nordamerica di età compresa fra i 17 e i 21 anni, privi di qualsiasi contratto attivo con formazioni KHL, VHL e MHL, sono eleggibili per il KHL Junior Draft.
Così come accadeva nei Draft NBA fra il 1949 ed il 1965, esiste la possibilità per le franchigie della KHL di selezionare direttamente giocatori provenienti dalle squadre giovanili della stessa città. Ciascuna formazione può selezionare fino a 3 giocatori di squadre affiliate.

## Ordine di selezione
Le tre franchigie giunte in fondo alla classifica della stagione regolare partecipano ad una lotteria per determinare la squadra che selezioni per prima. In caso di gravi problemi societari o sportivi occorsi ad una squadra, come nel caso dell'incidente aereo che ha coinvolto la Lokomotiv Jaroslavl' nel 2011, è possibile estendere la lotteria ad una quarta formazione.

## Lista dei KHL Junior Draft
| Draft | Sede                      | Città                   | Data              | Giocatori scelti | Scelta numero 1   | Squadra            |
| ----- | ------------------------- | ----------------------- | ----------------- | ---------------- | ----------------- | ------------------ |
| 2009  | Arena Mytišči             | Mytišči, Russia         | 1º giugno 2009    | 86               | Michail Pašnin    | CSKA Mosca         |
| 2010  | Arena Mytišči             | Mytišči, Russia         | 4 giugno 2010     | 188              | Dmitrij Jaškin    | Sibir’ Novosibirsk |
| 2011  | Arena Mytišči             | Mytišči, Russia         | 28 maggio 2011    | 134              | Anton Slepyšev    | Metallurg Novok.   |
| 2012  | Ledovaja arena Traktor    | Čeljabinsk, Russia      | 25-26 maggio 2012 | 166              | Denis Aleksandrov | SKA Pietroburgo    |
| 2013  | Palac sportu Družba       | Donec'k, Ucraina        | 25-26 maggio 2013 | 114              | Dmitrij Osipov    | Amur Chabarovsk    |
| 2014  | Palazzo del ghiaccio      | San Pietroburgo, Russia | 7-8 maggio 2014   | 206              | Kirill Kaprizov   | Metallurg Novok.   |
| 2015  | VTB Ledovyj dvorec        | Mosca, Russia           | 24 maggio 2015    | 133              | Artëm Mal'cev     | Soči               |
| 2016  | Renaissance Monarch Hotel | Mosca, Russia           | 23 maggio 2016    | 147              | Venjamin Baranov  | Admiral            |